# الطريق الساحلي الدولي (مصر)
الطريق الساحلي الدولي هو طريق سريع وأحد الطرق الرئيسية في جمهورية مصر العربية، يربط بين مدينة السلوم بمحافظة مطروح على الحدود المصرية الليبية ومدينة بورسعيد على المدخل الشمالي لقناة السويس بطول حوالي 780 كم، تديره الشركة الوطنية لإنشاء وتنمية الطرق في المسافة من السلوم حتى الإسكندرية، ويديره جهاز تنظيم النقل البري الداخلي والدولي التابع لوزارة النقل في المسافة من الإسكندرية وحتى بورسعيد، افتتح في العام 2002.
تبلغ سعة الطريق في الاتجاه الواحد حارتين مروريتين في المسافة من السلوم وحتى سيدي عبد الرحمن، وتسعة حارات مرورية في محور المشير فؤاد أبو ذكري، وثلاثة حارات مرورية في باقي الطريق، ويعتبر الطريق الدولي الساحلي من أطول الطرق في مصر إذ يربط بين سبعة محافظات هي مطروح، الإسكندرية، البحيرة، كفر الشيخ، الدقهلية، دمياط، وبورسعيد، ويبدأ الطريق غرباً من معبر السلوم الحدودي مع ليبيا داخل نطاق محافظة مطروح، ويمتد شرقًا حتى التقاطع مع طريق بورسعيد - السويس داخل نطاق محافظة بورسعيد.

## وصف الطريق
يمر الطريق على عدة مدن رئيسية هي السلوم، سيدي براني، مرسى مطروح، فوكة، الضبعة، سيدي عبد الرحمن، العلمين الجديدة، العلمين، الإسكندرية، إدكو، برج البرلس، بلطيم، المنصورة الجديدة، جمصة، دمياط الجديدة، والعديد من القرى والمنتجعات السياحية، كما يتقاطع الطريق مع عدة طرق رئيسية هي محور المشير أحمد إسماعيل، طريق وادي النطرون - العلمين، طريق القاهرة - الإسكندرية الصحراوي، طريق القاهرة - الإسكندرية الزراعي، محور 30 يونيو، وطريق بورسعيد - السويس.
يضم الطريق العديد من المعالم نظرًا لمروره بمحافظات مختلفة من أبرزها محطة الضبعة النووية، بحيرة مريوط، بحيرة إدكو، نهر النيل فرع رشيد، بحيرة البرلس، نهر النيل فرع دمياط، وبحيرة المنزلة، ويجرى حالياً أعمال تطوير رفع كفاءة للطريق ليصبح سعته خمسة حارات مرورية في الاتجاه الواحد للسيارات مرصوفة بالأسفلت، بالإضافة إلى حارتين مخصصتين للنقل الثقيل مرصوفة بالخرسانة.

## معرض الصور

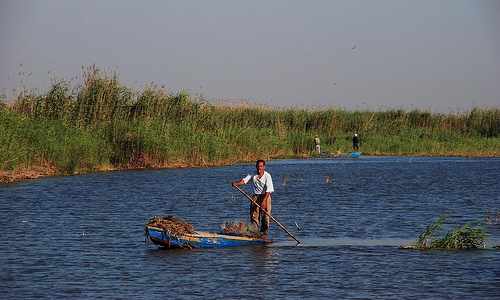
الصيد في بحيرة مريوط بجانب الطريق
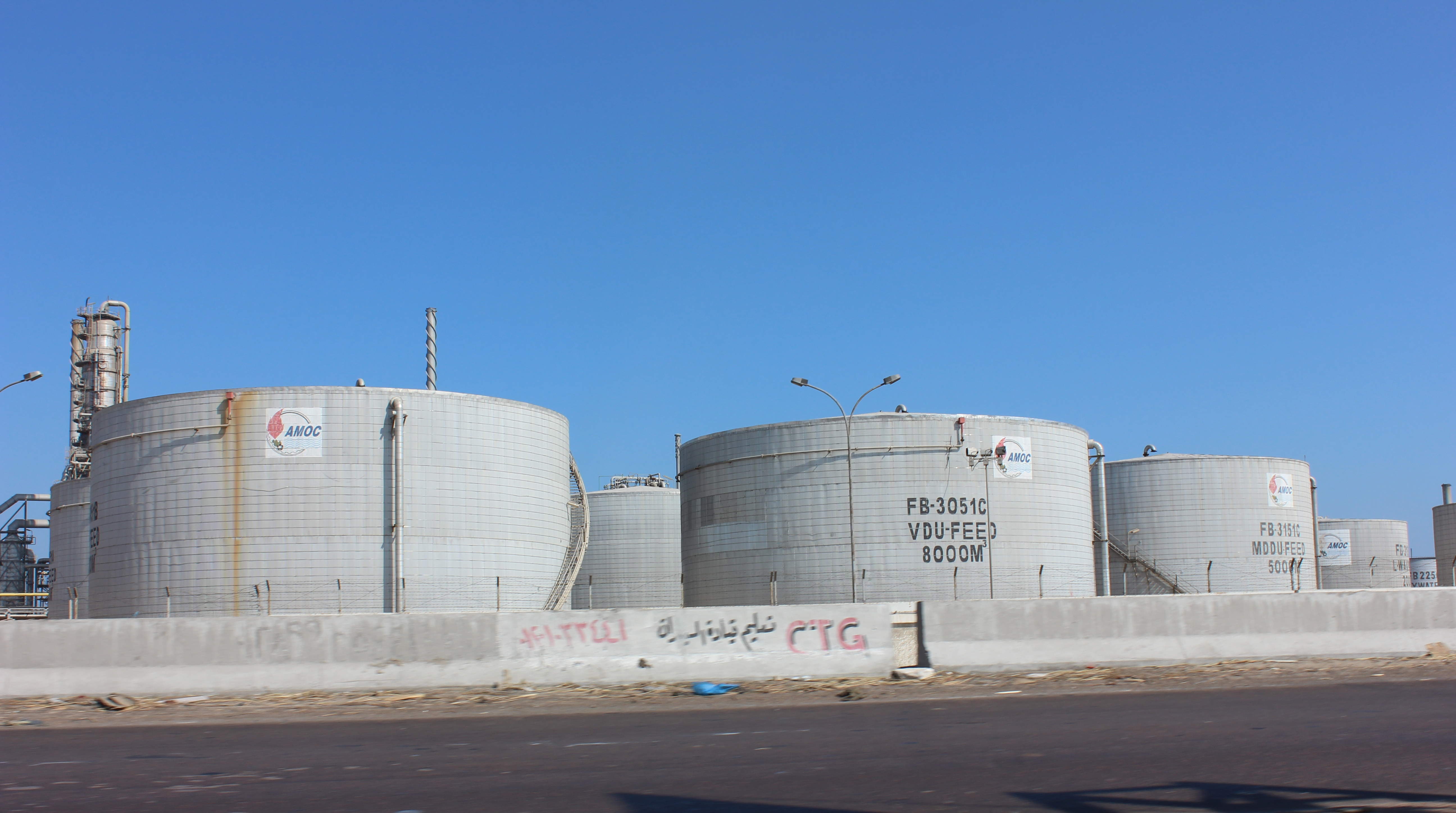
مستودعات بترول
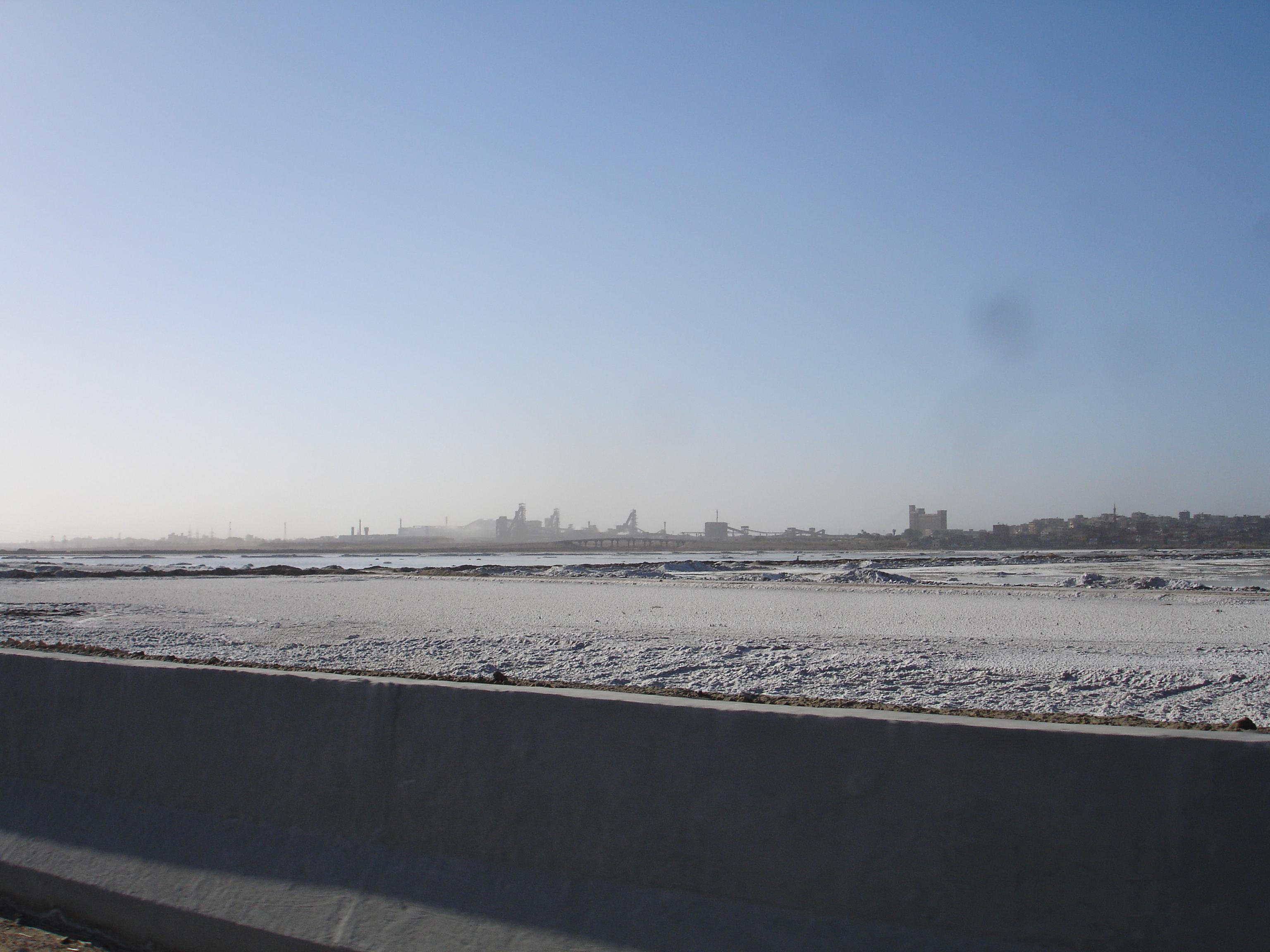
الملاحات أهم معالم الطريق في الإسكندرية
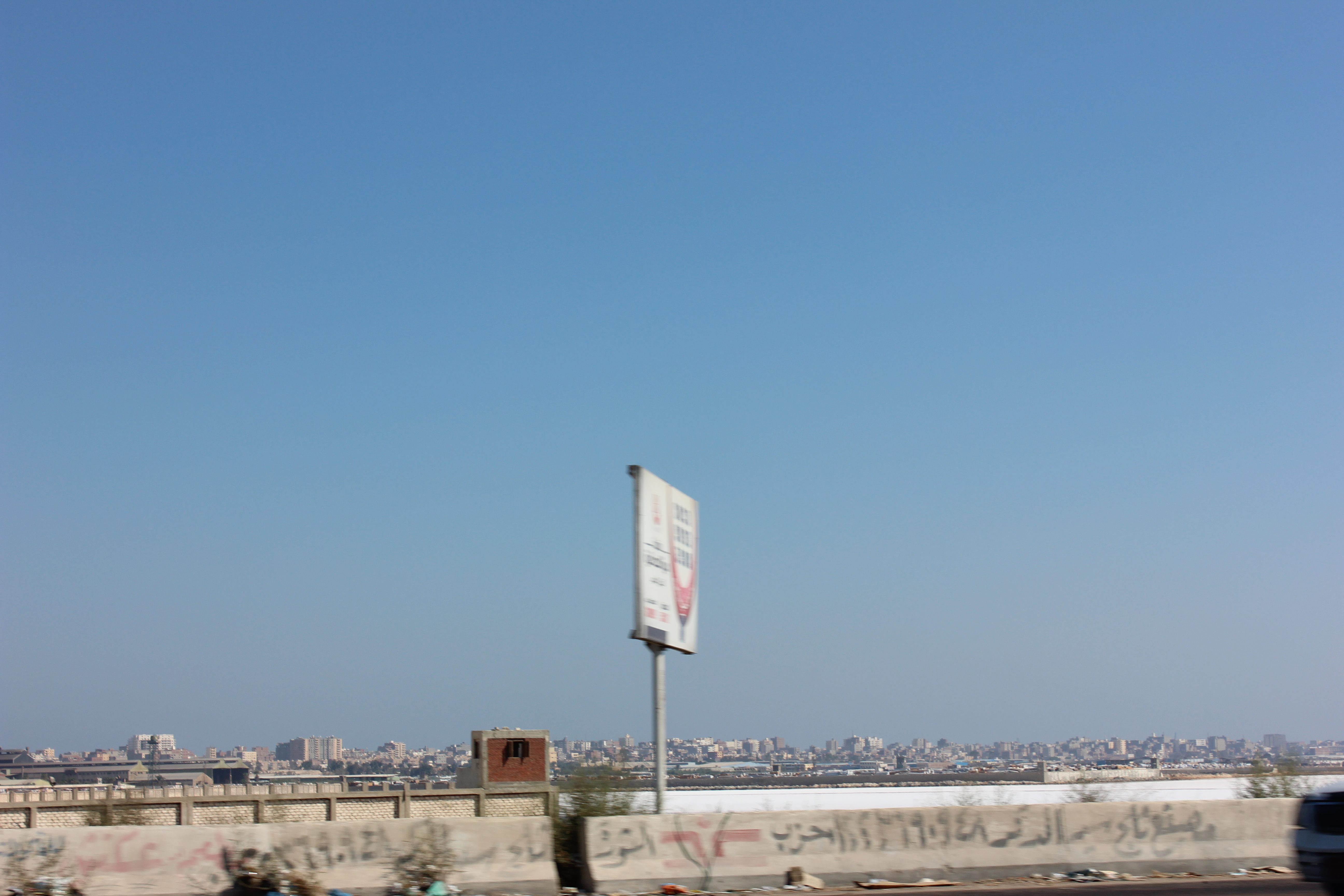
لوحة إعلانية عند كم 21 بالإسكندرية
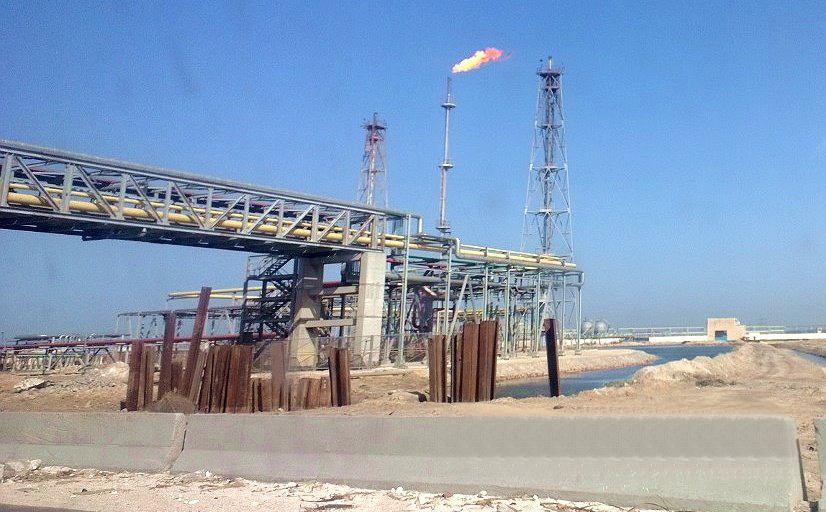
أحد معامل تكرير البترول بالإسكندرية
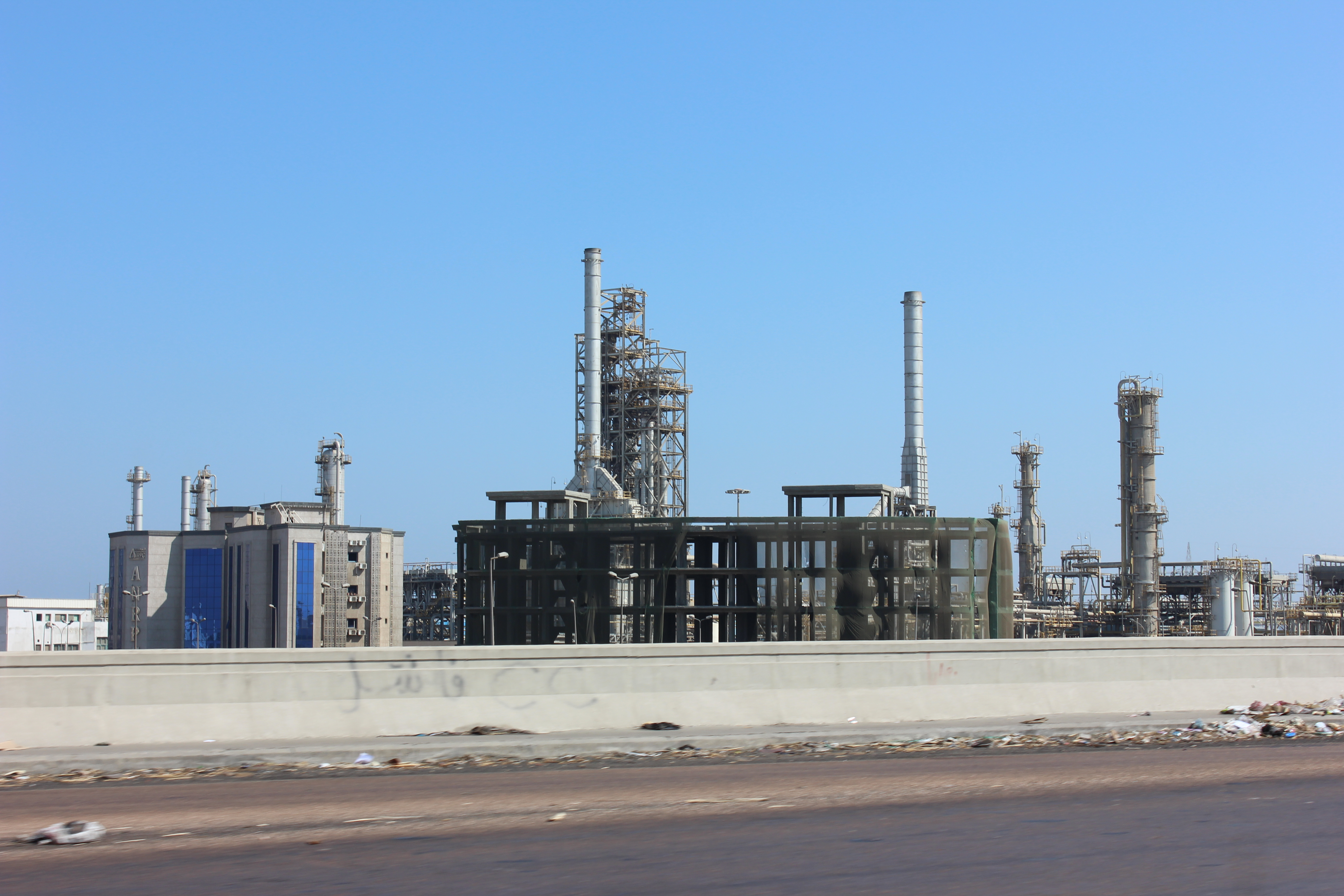
معمل تكرير بترول بالإسكندرية